# Let England Shake
Albums de PJ Harvey
White Chalk
(2006) The Hope Six Demolition Project
(2016)
Let England Shake est le huitième album studio de l'artiste PJ Harvey. L'album est sorti au Royaume-Uni le 11 février 2011 et le 19 mars 2011 en France. Cet album a reçu des critiques élogieuses de la presse. Il remporte le Mercury Music Prize en 2011 et est élu album de l'année 2011 par le magazine anglais NME et par le journal The Guardian .
L'album est également certifié or au Danemark et ainsi qu'au Royaume-Uni où il s'est écoulé à 130 000 exemplaires. Il s'agit de sa meilleure vente dans ce pays après l'album Stories from the city, Stories from the sea, sorti 11 ans plus tôt.

## Liste des titres
Toutes les chansons sont écrites et composées par PJ Harvey.
| No  | Titre                                      | Durée |
| --- | ------------------------------------------ | ----- |
| 1.  | Let England Shake                          | 3:09  |
| 2.  | The Last Living Rose                       | 2:21  |
| 3.  | The Glorious Land                          | 3:34  |
| 4.  | The Words That Maketh Murder               | 3:45  |
| 5.  | All And Everyone                           | 5:39  |
| 6.  | On Battleship Hill                         | 4:07  |
| 7.  | England                                    | 3:11  |
| 8.  | In The Dark Places                         | 2:59  |
| 9.  | Bitter Branches                            | 2:29  |
| 10. | Hanging in the Wire                        | 2:42  |
| 11. | Written on the Forehead                    | 3:39  |
| 12. | The Colour of the Earth (feat Mick Harvey) | 2:33  |